# Rue des ravissantes (recueil)

Rue des ravissantes  est un recueil de scénarios rédigés par Boris Vian, certains en collaboration avec Pierre Kast. Le scénario-titre (Rue de ravissantes) était au départ une comédie musicale-ballet. Il est devenu  scénario avec la collaboration de Pierre Kast  en 1957. Il donne son titre à un recueil de 18 scénarios .

## Rue des ravissantes
Rédigé sous trois formes : esquisse, puis scénario, puis synopsis d'une comédie musicale (Noël Arnaud rue des ravissantes et dix-sept autres scénarios
Le personnage principal est un sénateur, président de la Toute Puissante Commission de la Protection des Mœurs : Corentin Brisdâne (à rapprocher du sénateur Bérenger selon Noël Arnaud ou de Daniel Parker qui a causé tant de tracas à l'auteur de J'irai cracher...)
Monsieur Corentin Brisdâne est un Père-la-pudeur hypocrite qui a 14 enfants illégitimes. Les ravissantes sont les prostituées du quartier que Brisdâne veut chasser. Mais ces prostituées donnent aux policiers un pourcentage sur leurs gains, ce qui les ruinerait si on chassait les ravissantes. Le Chef de la brigade des Passions s'en rend compte et détourne le projet de Brisdâne.
Le film a une fin édifiante : la plus âgée des ravissantes nommée Véronique, décourage une secrétaire de se mettre sur le trottoir pour y gagner bijoux et fourrures et la pousse à se marier avec le falot Gaston Lampion 
Quelques gags  dont celui de bijoux : une ravissante porte un bracelet où le prix indique Prisunic 500fr, et une autre un bracelet marqué Van Cleef 214000 fr.
Après intervention auprès du sénateur de Gaston Lampion, démonstration en main, la rue des Ravissantes est classée monument historique. Les Ravissantes seront chargées d'éduquer les générations futures sur les questions de sexe.

## Les autres scénarios du recueil
En 1941 Vian écrit cinq scénarios dont   
- Les confessons du méchant Monsieur X  devient plus tard Un homme comme les autres  dans Rue des ravissantes[3]

1942
- Trop sérieux s'abstenir
- le Vélo-taxi[4]
- Notre terre ici bas, scénario de film, existe sous forme d'une pièce de théâtre destinée au Théâtre Populaire 2 rue de Penthièvre retenu par Alain Vian, et que Boris avait signée Boris Giono. Son titre définitif sera : Le Bout de la biroute[4].

1944
- Histoire Naturelle ou Le Marché noir

1947
- Zoneille écrit avec Michel Arnaud et Raymond Queneau [5]488
- un Mekton ravissant
- La Pissotière
- Isidore Lapalette trouve un client[6]
- Les œufs du curé paru dans Cinéma science fiction

1950
- Marie-toi [7]  sous ce titre sont regroupés les huit autres  scénarios de jeunesse parmi lesquels se trouvent ceux de 1941 :
  - Rencontres
  - Le Devin
  - La Photo envoyée
  - La Semeuse d'Amour

1953
- Le Baron Annibal ou Attention aux marchands de sables
- Le Cow boy de Normandie [8]

1955
- L'Autostoppeur [9]

1956
- Tous les Péchés de la Terre ou l'Accident [10]

1958
- De quoi je me mêle, comportant deux fins possibles tout comme
- Mise à mort
- Strip-tease [11]

## Suite
- L'Autostoppeur de Boris Vian, court métrage de Julien Paolini sorti en 2014, adaptation de L'Autostoppeur.